# Tillandsia kalmbacheri
Tillandsia kalmbacheri là một loài thuộc chi Tillandsia. Đây là loài đặc hữu của México.